# Cheilodactylidae
Cheilodactylidae é uma família de peixes da subordem Percoidei, superfamília Cirrhitoidea.

## Géneros e espécies
Estão descritos os seguintes géneros e espécies:
- Género Cheilodactylus (incluindo o (sub-)género Goniistius)
  - Cheilodactylus ephippium McCulloch & Waite, 1916
  - Cheilodactylus fasciatus Lacepède, 1803
  - Cheilodactylus francisi Burridge, 2004
  - Cheilodactylus fuscus Castelnau, 1879
  - Cheilodactylus gibbosus Richardson, 1841
  - Cheilodactylus nigripes Richardson, 1850
  - Cheilodactylus pixi Smith, 1980
  - Cheilodactylus plessisi Randall, 1983
  - Cheilodactylus quadricornis Günther, 1860
  - Cheilodactylus rubrolabiatus Allen & Heemstra, 1976
  - Cheilodactylus spectabilis Hutton, 1872
  - Cheilodactylus variegatus Valenciennes, 1833
  - Cheilodactylus vestitus (Castelnau, 1879)
  - Cheilodactylus vittatus Garrett, 1864
  - Cheilodactylus zebra Döderlein, 1883
  - Cheilodactylus zonatus Cuvier, 1830
- Género Chirodactylus
  - Chirodactylus brachydactylus (Cuvier, 1830)
  - Chirodactylus grandis (Günther, 1860)
  - Chirodactylus jessicalenorum Smith, 1980
- Género Dactylophora
  - Dactylophora nigricans (Richardson, 1850)
- Género Nemadactylus
  - Nemadactylus bergi (Norman, 1937)
  - Nemadactylus douglasii (Hector, 1875)
  - Nemadactylus gayi (Kner, 1865)
  - Nemadactylus macropterus (Forster, 1801)
  - Nemadactylus monodactylus (Carmichael, 1819)
  - Nemadactylus valenciennesi (Whitley, 1937)
  - Nemadactylus vemae (Penrith, 1967)

A taxonomia e sistemática da família é amplamente debatida, tendo sido sugerido por dados morfológicos e moleculares que o grupo é parafilético e deveria ser desmembrado, permanecendo apenas Cheilodactylus fasciatus (a espécie-tipo da família) e C. pixi, sendo estes mais próximos de Chironemidae do que dos restantes membros da família. As outras espécies deveriam ser movidas para a família Latridae.